# Ein Scheusal zum Verlieben
Ein Scheusal zum Verlieben ist eine deutsche Filmkomödie und ein Liebesfilm der Regisseurin Sharon von Wietersheim aus dem Jahr 2000. In der Hauptrolle verkörpert Max Tidof den Herzchirurgen Dr. Benjamin Hofer.

## Handlung
Als Anna, die Frau des Herzchirurgen Dr. Benjamin Hofer, bei der Geburt der gemeinsamen Tochter stirbt, entwickelt er sich für die Menschen in seinem Umfeld zu einer echten Ekelfigur. Besonders an der bei ihm angestellten Kinderbetreuerin Julia lässt er seinen Frust ab. Dennoch gelingt es der hübschen Julia, unter der harten Schale des professionell arbeitenden Chirurgen, einen weichen Kern zu entdecken. Am Ende verliebt er sich sogar so weit in sie, dass er eine komplizierte Herztransplantation an einen Kollegen abgibt, den er in der Vergangenheit zwar immer als unfähig tituliert hat, im Grunde aber schon immer wusste, dass sein Kollege kompetent genug ist, auch komplizierte Transplantationen durchzuführen.
Liebevoll dramatisch entwickelt sich die Handlung, als Benjamin seine Kompetenzen überschreitet und einen Krankenwagen übernimmt und den Fahrer anweist, mit eingeschaltetem Martinhorn zum Flughafen zu fahren. Dort erwischt er gerade noch rechtzeitig Julia, die sich dort bereits für den Abflug nach Manila eingecheckt hat und bereits im zum Abflug bereiten Flieger sitzt. Unter dem Hinweis, dass er Arzt ist, gelangt er an der Kontrolle vorbei, der Abflug wird abgebrochen und Benjamin setzt sich im Flieger neben Julia.
Die Handlung endet, indem er Julia seine Liebe gesteht und die beiden sich küssen.

## Produktion
Markus Grobecker produzierte den Film im Jahr 1999 für Phoenix Film im Auftrag von Sat.1.

## Kritik
TV Spielfilm urteilt mit einem nach oben gestreckten Daumen (beste Filmbewertung): „Das Komödienerfolgsrezept ist nicht wirklich neu: Ein emotional gebremster Kotzbrocken wird zum Gutmenschen umerzogen. Dennoch interagieren Gerat, hier gerade mal aus dem „Bravo TV“-Moderatorinnen-Alter raus, und der erschreckend authentische Tidof so gut, dass es der Beziehungsgroteske nicht gerade an Lachern mangelt“. Das Fazit der Programmzeitschrift lautet: „Ein Ekelpaket, das für gute Unterhaltung sorgt“.
Das Lexikon des internationalen Films bewertet sachlich neutral: „(Fernseh-)Liebeskomödie im üblichen seichten Fahrwasser.“

## Erstausstrahlung und abweichende Filmtitel im Ausland
Ein Scheusal zum Verlieben erschien am 22. Februar 2000 erstmals auf Sat.1. In Ungarn erschien der Film unter dem Titel Szeretnivaló szörnyeteg, der französische Titel lautet Un coeur apprivoisé.